# 烈日迷蹤
《烈日迷蹤》（英語：Lost in the Sun）是一部2015年的驚悚電影，由Trey Nelson編劇和執導。主演是佐舒·杜咸米爾、Josh Wiggins、琳恩·柯林斯和Emma Fuhrmann。

## 演員
- 佐舒·杜咸米爾 飾 John
- Josh Wiggins（英语：Josh Wiggins） 飾 Louis
- 琳恩·柯林斯 飾 Mary
- Emma Fuhrmann（英语：Emma Fuhrmann） 飾 Rose
- Larry Jack Dotson 飾 神父Walker
- Mylinda Royer 飾 Louis的母親
- Michael Anthony Jackson 飾 Freddy
- Luis Olmeda 飾 Gilbert
- Brian Elder 飾 店員
- David Lambert 飾 商店老闆
- Robert Johnson 飾 銀行警衛

## 外部連結
- 互联网电影数据库（IMDb）上《烈日迷蹤》的资料（英文）
- Metacritic上《烈日迷蹤》的資料（英文）
- 爛番茄上《烈日迷蹤》的資料（英文）